# Phân bộ Chuột chù
Bộ Chuột chù (Soricomorpha) (từ tiếng Hy Lạp "dạng chuột chù") là một đơn vị phân loại được sử dụng trước đây trong lớp động vật có vú. Trước đây người ta coi nó là một nhóm trong phạm vi Bộ Ăn sâu bọ (Insectivora). Tuy nhiên, bộ này hiện nay được coi là cận ngành và hàng loạt các bộ mới được tách ra từ nó, bao gồm các bộ Afrosoricida (tenrec và chuột chũi vàng), Macroscelidea (chuột chù voi) và Erinaceomorpha (nhím gai và chuột chù núi cao), chỉ còn lại bốn họ như dưới đây.

## Phân loài
Bộ Chuột chù Soricomorpha
- Họ †Nesophontidae: Chuột chù Tây Ấn (tuyệt chủng)
- Họ †Plesiosoricidae
- Họ Solenodontidae: Chuột chù răng khía
  -     -       - Chi Solenodon: loài †Solenodon arredondoi, †Solenodon marcanoi, Solenodon paradoxus và Solenodon cubanus
- Họ Soricidae: Chuột chù
  - Phân họ Crocidurinae: chuột chù răng trắng
    -       - Chi Crocidura - Diplomesodon - Feroculus - Paracrocidura - Ruwenzorisorex - Scutisorex - Solisorex - Suncus - Sylvisorex

  - Phân họ Myosoricinae: chuột chù răng trắng châu Phi
    -       - Chi Congosorex - Myosorex - Surdisorex

  - Phân họ Soricinae: chuột chù răng đỏ
    - Tông Anourosoricini
    - Tông Blarinellini
    - Tông Blarinini
    - Tông Nectogalini
    - Tông Notiosoricini
    - Tông Soricini

  - Phân họ †Heterosoricinae
  - Phân họ †Limnoecinae
    - Tông Allosoricini]]
    - Tông Limnoecini
- Họ Talpidae: Chuột chũi
  - Phân họ Scalopinae
  - Phân họ Talpinae
  - Phân họ Uropsilinae